# 信賴區間
在统计学中，一个概率样本的置信区间（英語：confidence interval），是对产生这个样本的总体的参数分布（parametric distribution）中的某一个未知母數值，以区间形式给出的估计。相对于点估计（point estimation）用一个样本统计量来估计参数值，置信区间还蕴含了估计的精确度的信息。在现代机器学习中越来越常用的置信集合（confidence set）概念是置信区间在多维分析的推广。
置信区间在频率学派中间使用，其在贝叶斯统计中的对应概念是可信区间。两者建立在不同的概念基础上的，贝叶斯统计将分布的位置参数视为随机变量，并对给定观测到的数据之后未知参数的后验分布进行描述，故无论对随机样本还是已观测数据，构造出来的可信区间，其可信水平都是一个合法的概率；而置信区间的置信水平，只在考虑随机样本时可以被理解为一个概率。

## 定义

### 对随机样本的定义
定义置信区间最清晰的方式是从一个随机样本出发。考虑一个一维随机变量{\displaystyle {\cal {X}}}服从分布{\displaystyle {\cal {F}}}，又假设{\displaystyle \theta }是{\displaystyle {\cal {F}}}的参数之一。假设我们的数据采集计划将要独立地抽样{\displaystyle n}次，得到一个随机样本{\displaystyle \{X_{1},\ldots ,X_{n}\}}，注意这里所有的{\displaystyle X_{i}}都是随机的，我们是在讨论一个尚未被观测的数据集。如果存在统计量（统计量定义为样本{\displaystyle X=\{X_{1},\ldots ,X_{n}\}}的一个函数，且不得依赖于任何未知参数）{\displaystyle u(X_{1},\ldots ,X_{n}),v(X_{1},\ldots ,X_{n})}满足{\displaystyle u(X_{1},\ldots ,X_{n})<v(X_{1},\ldots ,X_{n})}使得：
{\displaystyle \mathbb {P} \left(\theta \in \left(u(X_{1},\ldots ,X_{n}),v(X_{1},\ldots ,X_{n})\right)\right)=1-\alpha }
则称{\displaystyle \left(u(X_{1},\ldots ,X_{n}),v(X_{1},\ldots ,X_{n})\right)}为一个用于估计参数{\displaystyle \theta }的{\displaystyle 1-\alpha }置信区间，其中的，{\displaystyle 1-\alpha }称为置信水平，{\displaystyle \alpha }在假设检验中也称为显著性水平。

### 对观测到的数据的定义
接续随机样本版本的定义，现在，对于随机变量{\displaystyle {\cal {X}}}的一个已经观测到的样本{\displaystyle \{x_{1},\ldots ,x_{n}\}}，注意这里用小写x表记的{\displaystyle x_{i}}都是已经观测到的数字，没有随机性了，定义基于数据的{\displaystyle 1-\alpha }置信区间为：
{\displaystyle \left(u(x_{1},\ldots ,x_{n}),v(x_{1},\ldots ,x_{n})\right)}
注意，置信区间可以是单尾或者双尾的，单尾的置信区间中设定{\displaystyle u=-\infty }或者{\displaystyle v=+\infty }，具体前者还是后者取决于所构造的置信区间的方向。
初学者常犯一个概念性错误，是将基于观测到的数据所同样构造的置信区间的置信水平，误认为是它包含真实未知参数的真实值的概率。正确的理解是：置信水平只有在描述这个同样构造置信区间的过程（或称方法）的意义下才能被视为一个概率。一个基于已经观测到的数据所构造出来的置信区间，其两个端点已经不再具有随机性，因此，类似的构造的间隔将会包含真正的值的比例在所有值中，其包含未知参数的真实值的概率是0或者1，但我们不能知道是前者还是后者。

## 例子

### 例1：正态分布，已知总体方差σ2{\displaystyle \sigma ^{2}}
{\displaystyle 1-\alpha }水平的正态置信区间为：
{\displaystyle \left({\bar {x}}-z_{\alpha /2}{\frac {\sigma }{\sqrt {n}}},{\bar {x}}+z_{\alpha /2}{\frac {\sigma }{\sqrt {n}}}\right)}  (双尾)
{\displaystyle \left(-\infty ,{\bar {x}}+z_{\alpha }{\frac {\sigma }{\sqrt {n}}}\right)}  (单尾)
{\displaystyle \left({\bar {x}}-z_{\alpha }{\frac {\sigma }{\sqrt {n}}},+\infty \right)}  (单尾)
以下为方便起见，只列出双尾置信区间的例子，且区间中用"{\displaystyle \pm }"进行简记：

### 例2：正态分布，未知总体方差σ2{\displaystyle \sigma ^{2}}
{\displaystyle 1-\alpha }水平的双尾正态置信区间为：
{\displaystyle \left({\bar {x}}\pm t_{n-1;\alpha /2}{\frac {s}{\sqrt {n}}}\right)}

### 例3：两个独立正态样本
設有兩個獨立正態樣本{\displaystyle x}和{\displaystyle y}，样本大小为{\displaystyle m}和{\displaystyle n}，估计总体均值之差{\displaystyle \mu _{1}-\mu _{2}}，假设总体方差未知但相等：{\displaystyle \sigma _{1}=\sigma _{2}}(如果未知且不等就要应用Welch公式来确定t分布的自由度)
{\displaystyle 1-\alpha }水平的双尾正态置信区间为：
{\displaystyle \left({\bar {x}}-{\bar {y}}\pm t_{m+n-2;\alpha /2}\cdot s_{p}\cdot {\sqrt {{\frac {1}{m}}+{\frac {1}{n}}}}\right)}，其中{\displaystyle s_{p}={\sqrt {\frac {(m-1)s_{x}^{2}+(n-1)s_{y}^{2}}{m+n-2}}}}且{\displaystyle s_{x},s_{y}}分别表示{\displaystyle x}和{\displaystyle y}的样本标准差。

## 常見誤解

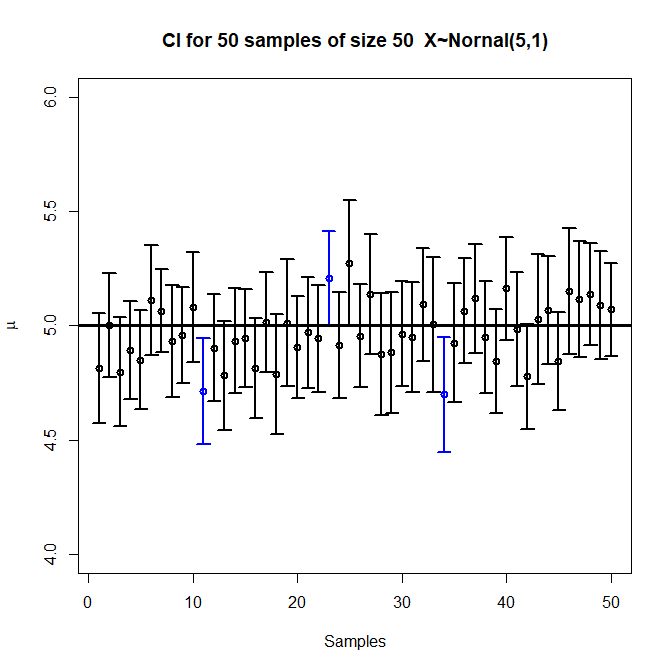
從常態分佈產生的50個樣本中得出的50個信賴區間

信賴區間及信心水準常被誤解，出版的研究也顯示出既使是專業的科學家也常做出錯誤的詮釋。
- 以95%的信賴區間來說，建構出一個信賴區間，不代表分佈的參數有95%的機率會落在該信賴區間內（也就是說該區間有95%的機率涵蓋了分佈參數）。 [10]依照嚴格的頻率學派詮釋，一旦信賴區間被建構完全，此區間不是涵蓋了參數就是沒涵蓋參數，已經沒有機率可言。95%機率指的是建構信賴區間步驟的可靠性，不是針對一個特定的區間。[11]內曼本人（信賴區間的原始提倡者）在他的原始論文提出此點：[12]「在上面的敘述中可以注意到，機率是指統計學家在未來關心的估計問題。事實上，我已多次說明，正確結果的頻率會趨向於α。考慮到一個樣本已被抽取，[特定端點]也已被計算完成。我們能說在這個特定的例子裡真值[落到端點中]的機率等於α嗎？答案明顯是否定的。參數是未知的常數，無法做出對其值的機率敘述……」

Deborah Mayo針對此點進一步說道：「無論如何必須強調，在看到[資料的]數值後，Neyman–Pearson理論從不允許做出以下結論，特定產生的信賴區間涵蓋了真值的機率或信心為(1 − α)100%。Seidenfeld的評論似乎源於一種（並非不尋常的）期望，Neyman–Pearson信賴區間能提供他們無法合理提供的，也就是未知參數落入特定區間的機率大小、信心高低或支持程度的測度。隨著Savage (1962)之後，參數落入特定區間的機率可能是指最終精密度的測度。最終精密度的測度令人嚮往而且信賴區間又常被(錯誤地)解釋成可提供此測度，然而此解釋是不被保證的。無可否認的，『信賴』二字助長了此誤解。」
- 95%信賴區間不代表有95%的樣本資料落在此信賴區間。
- 信賴區間不是樣本參數的可能值的確定範圍，雖然它常被啟發為可能值的範圍。
- 從一個實驗中算出的一個95%信賴區間，不代表從不同實驗得到的樣本參數有95%落在該區間中 [8]

## 构造法
一般来说，置信区间的构造需要先找到一个枢轴变量（pivotal quantity，或称），其表达式依赖于样本以及待估计的未知参数(但不能依赖于总体的其它未知参数)，其分布不依赖于任何未知参数。
下面以上述例2为例，说明如何利用枢轴变量构造置信区间。对于一个正态分布的随机样本{\displaystyle {X_{1},\ldots ,X_{n}}}，可以证明(此证明对初学者并不容易)如下统计量互相独立：
{\displaystyle {\bar {X}}={\frac {1}{n}}\sum _{i=1}^{n}X_{i}}  和   {\displaystyle S^{2}={\frac {\sum _{i=1}^{n}\left(X_{i}-{\bar {X}}\right)^{2}}{n-1}}}
它们的分布是：
{\displaystyle {\frac {{\bar {X}}-\mu }{\sigma /{\sqrt {n}}}}\sim N(0,1)}  和  {\displaystyle (n-1){\frac {S^{2}}{\sigma ^{2}}}\sim \chi _{n-1}^{2}}
所以根据t分布的定义，有
{\displaystyle t={\frac {{\bar {X}}-\mu }{S/{\sqrt {n}}}}\sim t_{n-1}}
于是反解如下等式左边括号中的不等式
{\displaystyle \mathbb {P} \left(-t_{n-1;\alpha /2}<t={\frac {{\bar {X}}-\mu }{S{\sqrt {n}}}}<t_{n-1;\alpha /2}\right)=1-\alpha }
就得到了例2中双尾置信区间的表达式。

## 与参数检验的联系
有时，置信区间可以用来进行母數检验。例如在上面的例1中构造的双尾{\displaystyle 1-\alpha }水平置信区间，可以用来检验具有相应的显著水平为{\displaystyle \alpha }的双尾對立假說，具体地说是如下检验：
正态分布总体，知道总体方差{\displaystyle \sigma ^{2}}，在{\displaystyle \alpha }显著水平下检验：
{\displaystyle H_{0}:\mu =\mu _{0}} vs {\displaystyle H_{1}:\mu \neq \mu _{0}}
检验方法是：当（且仅当）相应的{\displaystyle 1-\alpha }水平置信区间不包含{\displaystyle \mu _{0}}时拒绝零假设{\displaystyle H_{0}}
例1中构造的双尾{\displaystyle 1-\alpha }水平置信区间也可以用来检验如下两个显著水平为{\displaystyle \alpha /2}的单尾对立假设：
{\displaystyle H_{0}:\mu \leq \mu _{0}} vs {\displaystyle H_{1}:\mu >\mu _{0}}
和
{\displaystyle H_{0}:\mu \geq \mu _{0}} vs {\displaystyle H_{1}:\mu <\mu _{0}}
检验方法是完全类似的，比如对于上述第一个单尾检验{\displaystyle H_{1}:\mu >\mu _{0}}，当且仅当双尾置信区间的左端点大于{\displaystyle \mu _{0}}时拒绝零假设。